# 李长年
李长年（1912年—2006年），男，江苏扬州人，中国农业历史学家、教育家。曾任中国农业科学院中国农业遗产研究室主任。